# Économie du Cambodge
 (juillet 2015).
Si vous disposez d'ouvrages ou d'articles de référence ou si vous connaissez des sites web de qualité traitant du thème abordé ici, merci de compléter l'article en donnant les références utiles à sa vérifiabilité et en les liant à la section « Notes et références ».
L’économie du Cambodge connait une progression rapide depuis le milieu des années 1990. Mais malgré cette croissance, le royaume reste dans la catégorie des pays les moins avancés, le revenu par habitant restant encore très bas comparé à ses principaux voisins.
D’autre part, l’écart entre riches et pauvres a tendance à se creuser depuis le début des années 2000. En outre, des zones économiques spéciales ont été créées à partir de 2006 afin d’y attirer les investisseurs étrangers. Mais, bien que le Cambodge ait signé en janvier 2000 une circulaire sur le respect du droit du travail, les grèves sont nombreuses dans les usines, les revendications portant principalement sur les rémunérations, les durées de travail ou les licenciements jugés abusifs. Enfin, la croissance, même forte, n’est pas en mesure d’absorber les quelque 200 000 jeunes qui abordent chaque année le marché du travail.

## Situation économique
Le Cambodge était en 2015 la 111e puissance économique mondiale relativement au PIB (sur 198 pays) .
Avec ses 181 035 km2 et ses 13 124 764 habitants (recensement 2003), le Cambodge est loin d’être considéré comme un « grand » pays. Cependant son poids économique ne cesse d'augmenter : avec 10 % de croissance en 2004, 13,5 % en 2005, et 10,8 % en 2006, l’économie cambodgienne est la plus dynamique de la région. Cette croissance repose principalement sur le bâtiment, le tourisme et l’habillement, qui représentent 45 % du PIB, donnant au Royaume du Cambodge un rôle de moins en moins négligeable dans cette partie de l’Asie du Sud-Est. Malgré cette forte croissance, le Cambodge reste un pays pauvre dont les revenus par habitant excèdent à peine les 500 $ par an, malgré un taux de chômage de 3,5 % : cela montre qu’une grande partie de la population sont des travailleurs pauvres. Le taux de pauvreté a tout de même diminué d’une douzaine de points de 1994 à 2004 et est désormais de 31 % (31 % de la population vivent avec moins de 1 USD par jour). Si plusieurs indicateurs liés aux objectifs du millénaire pour le développement (mis en place par l’ONU : ils comportent huit objectifs essentiels à atteindre d’ici à 2015. Comme réduire la mortalité infantile, réduire l’extrême pauvreté et la faim, assurer un environnement durable…) évoluent favorablement, la réalisation dans les délais impartis de plusieurs autres (éducation, santé maternelle, accès à l’eau en zone rurale) paraît compromise[réf. nécessaire].
D'autre part, l’adhésion du Cambodge à l’organisation mondiale du commerce le 13 octobre 2004 l’a contraint à adopter un certain nombre de lois pour garantir la libre concurrence et encadrer les investissements, mais ces textes ne s’appliquent pas aux commerces locaux pour qui ils sont trop complexes et coûteux. Ils préfèrent continuer à utiliser les pratiques traditionnelles d’inspiration chinoise ; la tontine reste ainsi le moyen le plus courant d’obtenir un crédit, les tractations avec les fonctionnaires celui de fixer l’impôt et la contrainte physique la voie de règlement des litiges. Seules les entreprises étrangères sont dûment enregistrées, payent les impôts prévus par les textes ou règlent leurs différends devant la justice. Mais cela ne les empêche pas pour autant de devoir composer avec la corruption qui gangrène l'ensemble du pays et s’ils décidaient de ne pas soudoyer quelques officiels, ils auraient peu de chance de voir leur projet aboutir.
Les vagues de sécheresses et d'inondations poussent des dizaines de milliers de petits paysans, souvent très endettés, à venir chercher du travail dans les usines. Ces fabriques font travailler « une main-d'œuvre d'adultes et d'enfants », relèvent en octobre 2018 des chercheurs de l'Université de Londres, dénonçant « une forme d'esclavage moderne ». Selon l'association des droits de l'homme Licadho : « la très grande majorité des ouvriers sont emprisonnés dans la servitude pour dettes et au vu de ce qu'ils gagnent, les ouvriers sont souvent incapables de rembourser et leur dette grossit au fur et à mesure des années. » En outre, certains patrons sont violents avec leurs salariés. Certains, suffisamment riches pour corrompre la police et les autorités locales, n'ont pas à craindre de représailles judiciaires.
Au Cambodge, la durée hebdomadaire de travail légale est de 48 heures et le travail des enfants de moins de 15 ans est interdit. Cependant, du fait du manque de contrôle et de syndicats indépendants, les semaines de travail des ouvriers dépassent fréquemment les 60 heures par semaine et des enfants de moins de 15 ans sont amenés à travailler. Les grèves sont parfois sévèrement réprimées : en janvier 2019, 1 200 travailleurs du textile grévistes sont licenciés et en 2013,  415 ouvriers d’une usine sous-traitante de Nike avaient subi le même sort. Des responsables syndicaux sont aussi emprisonnés.

## La monnaie
L’unité monétaire du Cambodge est le riel, géré par la banque nationale du Cambodge. Début 2016 le taux de change était de 4 375 riels pour un euro (= 1.08 Dollar américain). L’économie du Cambodge est fortement « dollarisée », cette monnaie étant acceptée partout.
Le riel est normalement divisé en 100 sen (équivalent de nos centimes), mais du fait de sa faible valeur, cette subdivision est devenue obsolète et la circulation des monnaies métalliques a cessé depuis longtemps.
La dernière série de billet émise en 2001 comporte des valeurs de : 50, 100, 500, 1 000, 2 000, 5 000, 10 000 et 50 000 riels.

## Les secteurs d'activité

### Le secteur primaire
Le secteur primaire regroupe l’agriculture, la pêche, l’exploitation forestière et l’exploitation minière. Au Cambodge, le poids de ce secteur dans l’économie reste important malgré l’augmentation du secteur tertiaire à la suite de l’arrivée du tourisme etc.
La pêche et l’agriculture à elles seules emploient 70 % de la population[réf. nécessaire]. L’influence de cette activité, bien qu’en baisse (elle ne représentait plus que le quart du PIB en 2011) demeure prépondérante.

#### Économie rurale
L’économie rurale est la principale productrice de produits alimentaires. Elle assure des matières premières pour l’industrie légère et agroalimentaire. Au Cambodge une grande partie de sa production en ce qui concerne le riz, le soja… est destinée à la consommation par les habitants du pays. Une autre partie, comme le caoutchouc tiré de l’hévéa,, et une partie des récoltes de maïs, est destinée aux exportations, ce qui veut dire qu’elle joue un rôle important dans les échanges des pays.

Bien sûr pour avoir une bonne économie rurale le pays doit s’appuyer sur des facteurs de développement dépendant eux-mêmes de :
- facteurs naturels : sols, reliefs… (Plus bas un exemple avec le lac de Tonlé Sap)
- facteurs socio-économiques : appartenance des terres (état, privée…), mode de production…
- techniques agricoles : mécanisation, utilisation de produits chimiques (engrais, produits de traitements…), irrigation…

Dégradation des sols induite par l’homme (Indice GLASOD de la FAO) au Cambodge
Cet indice prend en compte plusieurs facteurs : érosion due à l’eau, au vent, dégradation chimique et physique. Au Cambodge les principales causes de la dégradation des sols sont la monoculture (riz, maïs, hévéa…), une déforestation qui a longtemps été intensive, un usage excessif d’engrais et pesticide sur les cultures, mauvaise gestion de l’eau…

##### Les différentes cultures
La culture du maïs
En termes de tonnage le maïs est la quatrième production du pays, une grande partie sert à nourrir la population du pays et à alimenter l’élevage de bovins, volailles… Toutefois en quantité le maïs représente la deuxième exportation du pays. Cette culture qui d’année en année s’intensifie utilise de plus en plus de produits chimiques, fait de plus en plus place à la déforestation et emmenant, comme il est montré plus haut[Où ?], une dégradation des sols.
La riziculture

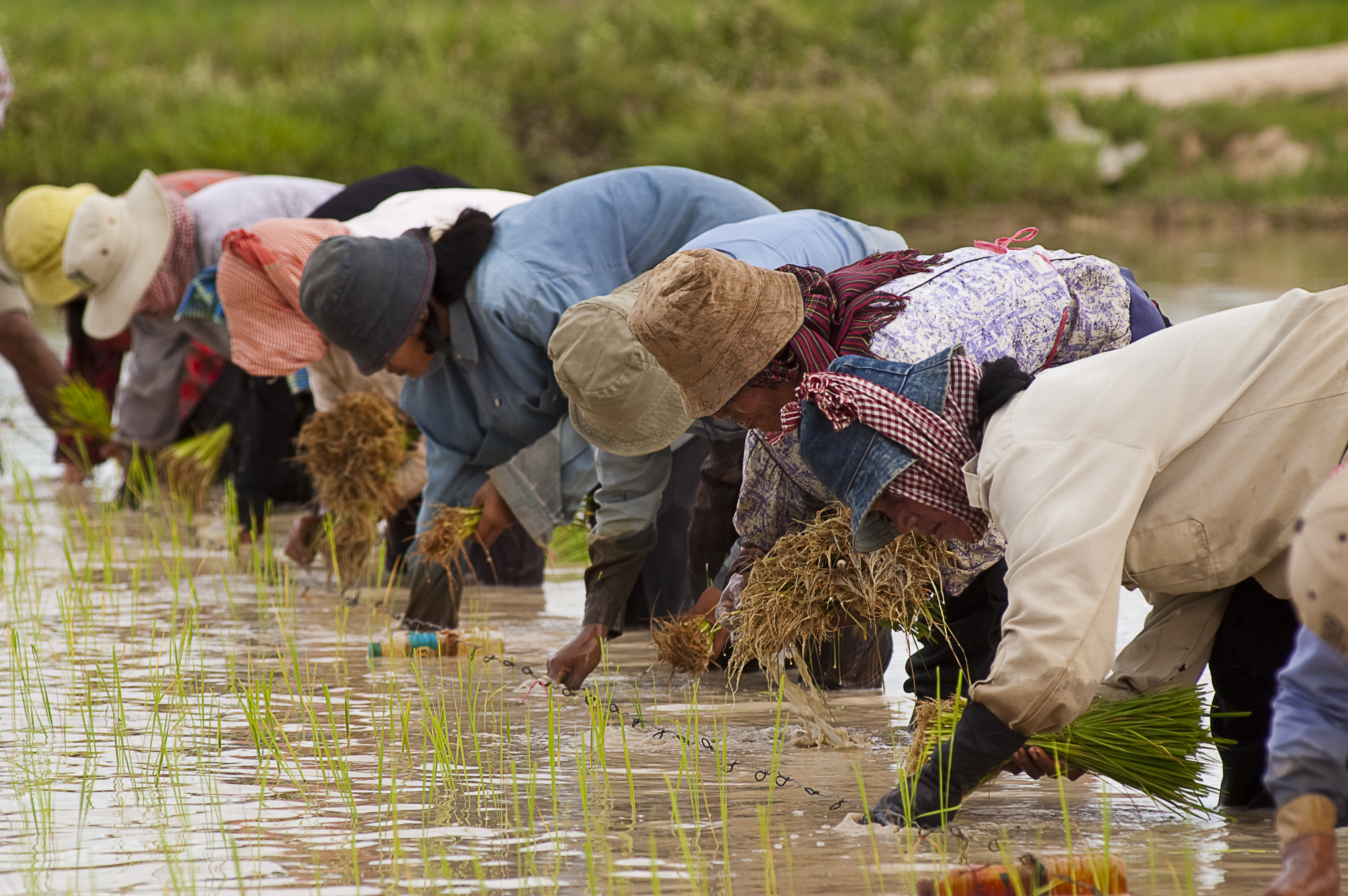
Le repiquage du riz

Première culture au Cambodge, en 2005 la production était de 4 200 000 tonnes. À cause de la raréfaction et de la crise mondiale autour de cette ressource, le Cambodge avait arrêté ses exportations. Mais depuis le premier mai 2008, le Premier ministre de l’époque du pays, Hun Sen, a décidé de re-autoriser l’exportation de cette céréale permettant aux paysans de trouver de nouveaux débouchés pour leurs récoltes, et faisant ainsi que le Cambodge « remplisse ses obligations internationales en aidant d’autres pays». Pour exemple la semaine du 28 avril 2008 le Cambodge avait déjà exporté plus de 6 000 tonnes de riz usiné[Quoi ?] au Sénégal.
L’hévéaculture
Première richesse agricole du pays le caoutchouc est la première exportation du pays en termes de revenu[réf. nécessaire] (cf tableau plus haut[Où ?]). En termes de volume le Royaume du Cambodge est le onzième exportateur mondial de cette ressource juste derrière l’Inde et devant les USA. L’hévéa a été importé dans les années 1920 sous la colonisation, par cinq sociétés françaises. Les terres et le climat du pays étant considérés comme idéaux pour cette culture, le Cambodge a longtemps été à la source des progrès technologiques mondiaux de l’industrie hévéicole en termes de rendement[réf. nécessaire].

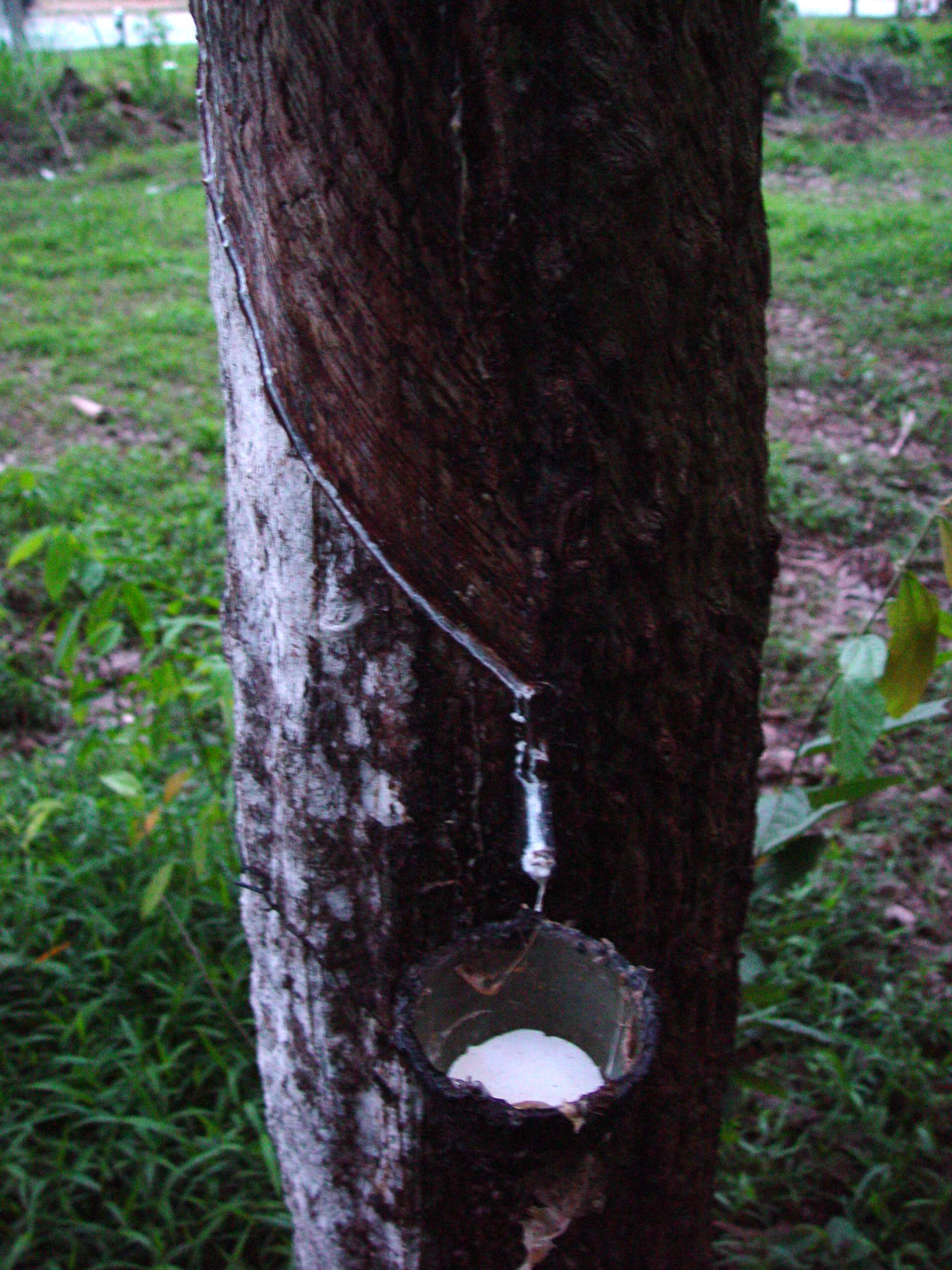
Le latex se récolte en faisant ce que l’on appelle une saignée. On pratique une incision de l'écorce du tronc afin de sectionner les vaisseaux laticifères.

Ainsi en 1969 pour une surface totale plantée de 70 000 hectares, plus de 52 000 tonnes de caoutchouc étaient recueillies. Au milieu des années 2000, plus de 90 000 hectares sont utilisés pour cultiver l’hévéa pour une production de 32 000 tonnes. Cette filière a beaucoup souffert de la guerre et de l’instabilité politique jusqu’en 1993, et le pays mise beaucoup sur la reconquête de ce secteur. Pour cela il est aidé par plusieurs pays, notamment par la France via l’AFD (Agence Française de Développement : établissement public français sous la tutelle du ministère de l’économie, de l’industrie et de l’emploi et du ministère des affaires étrangères) qui a mis en place des projets de coopération avec les petits planteurs, de formation de pépiniériste…
Malgré tout, la production souffre de l’âge des hévéas.
De plus, la production de caoutchouc naturel avec la monoculture d'hévéa est une importante cause de destruction environnementale : déforestation, utilisation de pesticides..., particulièrement au Cambodge et en Asie du Sud-Est ; c'est pourquoi un accord européen interdit depuis décembre 2022 l'importation de produits issus de la déforestation incluant le cacao, le café, le soja, l'huile de palme, le bois, la viande bovine et aussi le caoutchouc (il est prévu de rajouter éventuellement dans deux ans le maïs).

#### Pêche
La pêche tient un rôle important dans l’économie du Cambodge, elle emploie près de 2 800 000 personnes (800 000 dans le secteur primaire, c.a.d pêcheurs et aquaculteurs. Et 2 000 000 dans le secondaire, c’est-à-dire dans la transformation du poisson, les poissonniers, exportateur…). En 2004 toujours, la production était de 412 700 tonnes de poissons et l’exportation représentait 31 593 tonnes (soit 34 500 000 USD).

Malgré une ZEE (Zone économique exclusive, sur le schéma[Où ?] : la zone rouge) importante le Cambodge tire surtout profit du Lac Tonlé Sap pour la pêche.

Le Cambodge est le quatrième producteur mondial de poisson d'eau douce.

##### Le lac Tonlé Sap: Un facteur économique des plus importants

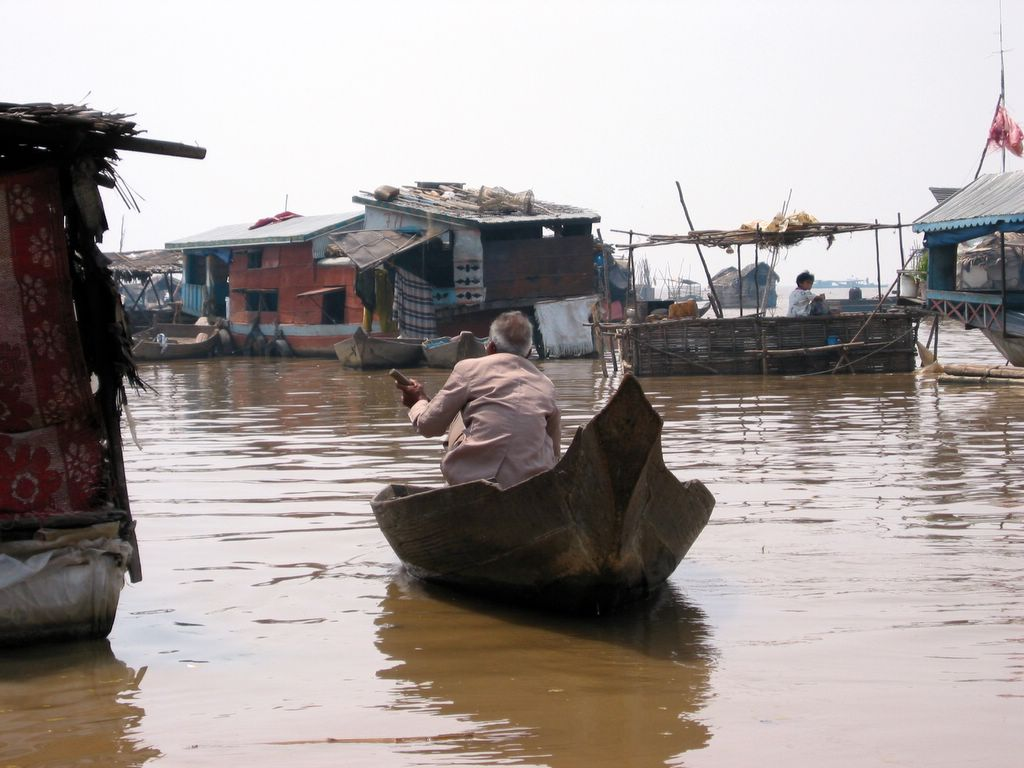
La vie des habitants du Tonlé Sap dépend du lac

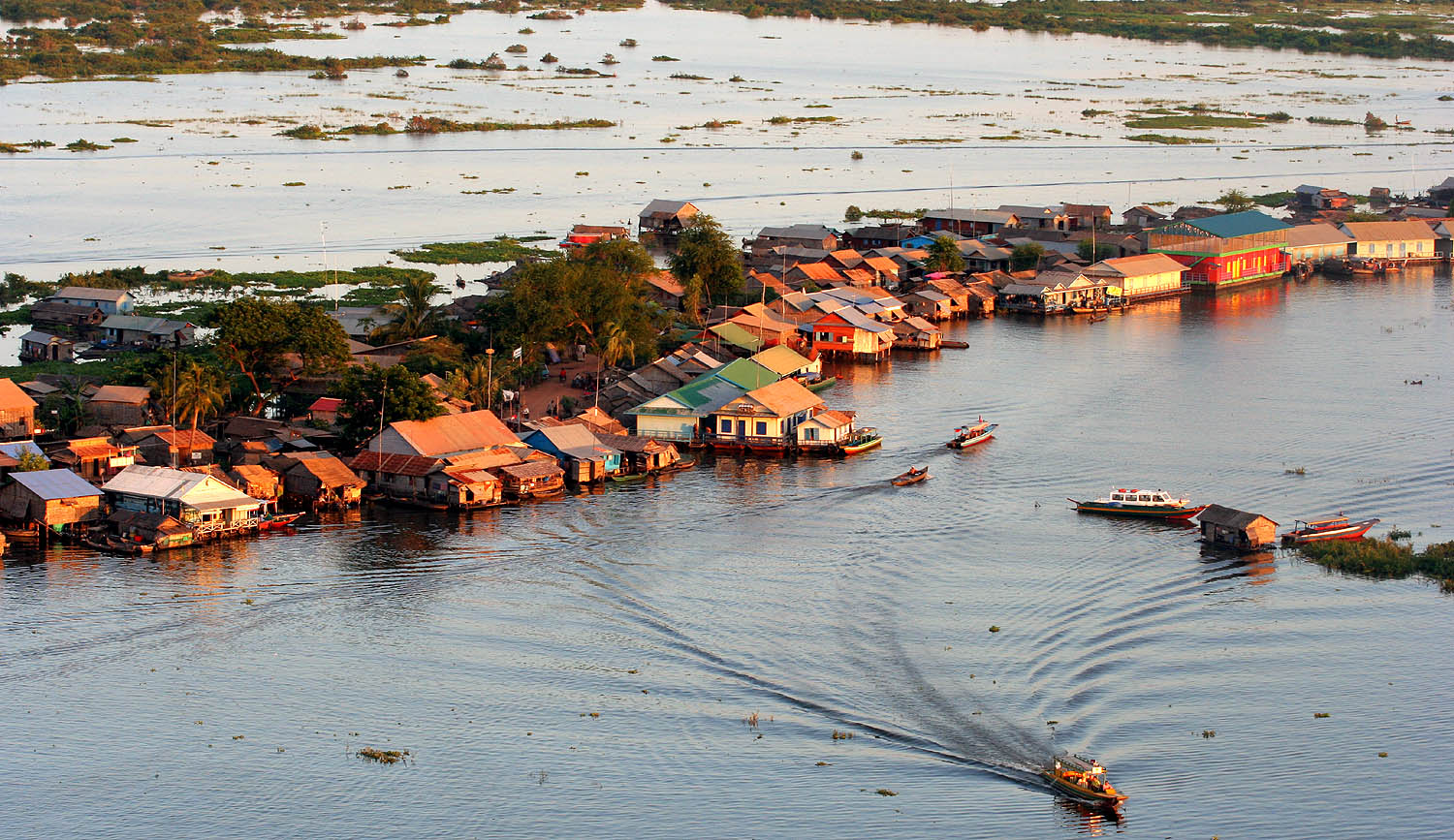
Village flottant sur le lac Tonlé Sap

Le Tonlé Sap est le plus grand lac d’eau douce de l’Asie du Sud-Est. La vie dans cette région dépend beaucoup de celui-ci et des saisons, en effet lors de la saison sèche le lac a une superficie de 2 700 km2 pour une profondeur moyenne de 1 mètre. Les sédiments déposés par les crues précédentes laisse une terre propice à l’agriculture et plus particulièrement pour le riz.
Lors des crues dues à la mousson et à la fonte des glaces himalayennes, le Tonlé Sap atteint une superficie de 16 000 km2 pour une profondeur moyenne de 9 mètres ; le volume du lac serait ainsi multiplié par 70. Pendant cette période les terres agricoles étant recouvertes, une grande partie de la population s’adonne à la pêche.
La pêche
Jusqu’en 1995 la situation sur le lac Tonlé Sap était assez instable, les parcelles de pêche étaient gardées par des milices armées défendant chacun leurs parts du gâteau. La surpêche qui au fil des années menaça les espèces de poissons et la vie des habitants qui avaient de moins en moins de nourriture furent un déclic pour les autorités cambodgiennes. Il faut savoir que ce lac représente plus de 60 % des produits de la pêche (eau douce et salée) du pays et fait vivre (sur un plan économique comme, nutritif) près de 3 millions de personnes repartis dans cinq districts au bord du lac, d’où un enjeu économique très important.
La population bordant le lac est parmi les communautés les plus pauvres du Cambodge, officiellement 38 % de cette population vit sous le seuil de pauvreté (1 $US/jour), mais la réalité approche des 50 % et peut monter jusqu’à 80 % dans certains villages (certaines parties de Siem Reap et de Kampong Chhnang).
Depuis 1995 la FAO et le gouvernement belge ont mis en place un programme en collaboration avec le Ministère cambodgien de l’agriculture, de la foresterie et des pêches visant à avoir une bonne gestion des ressources naturelles dans la région du Tonlé Sap en donnant un rôle actif au village de pêcheurs et en sensibilisant à une gestion durable du lac et de ses ressources.
De nos jours l’aquaculture fait aussi partie de la vie du lac, et a permis de diversifier les espèces présentes dans ce secteur, on y trouve ainsi des poissons comme channidae (alias « têtes de serpent » de son nom usuel), de nombreuses espèces de poissons-chats, des tilapias du Nil, etc.

#### Sylviculture
La forêt constitue la première ressource naturelle du Cambodge mais le pays a beaucoup de mal à lutter contre le déboisement sauvage ainsi que les concessions accordées de manière opaque et qui n’apportent que de médiocres revenus à l’État. Sous la pression des donateurs internationaux, des moratoires sont régulièrement adoptés par le gouvernement, comme en mai 2012, mais dès que l’attention des organisations se porte sur d’autres dossiers, les trafics reprennent.

#### Exploitation pétrolière
Des réserves d’hydrocarbures ont été détectées dans les années 2000 au large des côtes cambodgiennes. Elles sont estimées à 700 millions de barils de pétrole et 1 000 milliards de mètres cubes de gaz naturel. Plusieurs concessions ont été depuis attribuées à des sociétés étrangères.

### Le secteur secondaire
Le secteur secondaire regroupe l'ensemble des occupations consistant en une transformation plus ou moins élaborée des matières premières (industries manufacturières, construction). La part de ce secteur dans le PIB du pays est de 25,5 %.
Ces activités sont toutefois fortement dépendantes des matériaux et des capitaux étrangers. Elles doivent de surcroît faire face à de nombreux handicaps tels la faiblesse des infrastructures et du système bancaire, la difficulté à créer une entreprise, l’étroitesse du marché et le coût de la bureaucratie.
Le secteur, ainsi que celui de la distribution, est traditionnellement dominé, comme dans les autres pays de la région, par les réseaux de la diaspora chinoise.

#### Industrie textile
Première industrie du Cambodge, le textile représentait, en 2012, 80 % des exportations. Elles se sont montées cette année-là à 4,61 milliards de dollars US, soit 8 % de plus qu’en 2011. Au premier semestre 2013, ces ventes se chiffraient à 1,56 milliard.
En 2022, le textile représente 58 % du total des exportations du Cambodge et en 2023 49 %. L'industrie textile représente toujours la plus grande part du secteur manufacturier en 2023 avec environ 1300 grandes usines et 900 000 travailleurs.
Avec environ 1 300 usines et 900 000 travailleurs, le secteur textile représente toujours la plus grande part du secteur manufacturier local. Malgré une baisse, les produits textiles au sens large constituaient encore 49% du total des exportations du Cambodge en 2023 (contre 58% en 2022).
Contrairement aux craintes émises à l’époque, le pays a plutôt bien résisté à la fin, en 2005, de l’accord multifibres qui l’avantageait par rapport à la concurrence chinoise.
Les usines sont, il est vrai, régulièrement auditées et les contrôles n’ont jusqu’à présent pas mis en évidence de travail des enfants, de harcèlement sexuel ou de travail forcé, ce qui leur permet de fournir certains marchés occidentaux. Toutefois, ces affirmations sont remises en cause par des associations syndicales et des organisations non gouvernementales comme Human Rights Watch, qui regrettent que les contrôles ne s’intéressent pas aux fournisseurs de ces usines et ignorent les menaces dont sont victimes les délégués syndicaux, l’usage abusif d’heures supplémentaires non payées, les pressions pour ne pas prendre les pauses réglementaires et autres manquements au code international du travail qui altèrent les conditions de travail. Du 20 décembre 2013 au 5 janvier 2014, plus de 400 000 ouvrières et ouvriers du textile ont fait grève pour demander une réévaluation de leur salaire à 160 dollars au lieu des 80 alors reçus. Bilan : 4 morts, plus de 40 blessés, plus de 20 personnes emprisonnées... et 20 dollars d'augmentation.
En fait, l’industrie textile cambodgienne reste vulnérable face à la concurrence étrangère, à cause de son manque d’infrastructures, de ses troubles sociaux récurrents, du faible poids de l’encadrement local dans les décisions stratégiques et de la totale dépendance aux marchés extérieurs quant à la fourniture de matières premières.

#### Construction

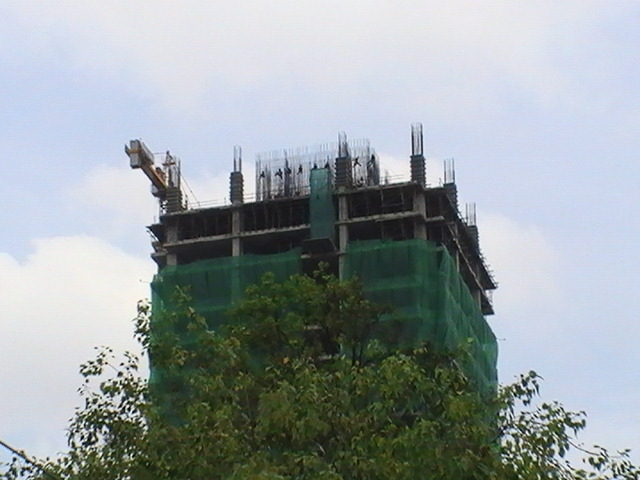
Construction d’un building à Phnom Penh

Le Cambodge, du fait de sa position centrale dans la péninsule indochinoise et son accès au Mékong, bénéficie de plusieurs projets régionaux d'aide au développement d'infrastructures, que ce soit routières (AH1), ferroviaires (Trans-Asian Railway) ou fluviales (Coopération Mékong-Gange).
La remise en état des voies du pays est également un enjeu national, afin de lutter contre les accidents de la route qui constituait il y a encore peu la première cause de mortalité (ce rang est maintenant occupée par les décès dus au SIDA). Cette activité permet d’engager les hommes des provinces agricoles quand ceux-ci n’ont pas de travail aux champs. Il est à savoir que le réseau Cambodgien comportait en 2006 plus de 4 700 km de route nationale et à peine 1 200 km étaient jugés en « bon état », les 3 500 autres étant considéré « en mauvais ou très mauvais état » par le ministère des travaux publics et des transports cambodgien.
Le bâtiment, embauche lui aussi de plus en plus de monde notamment grâce au tourisme croissant dans cette région du globe, et à l’essor de complexe hôtelier.

#### Raffinage
La raffinerie de Sihanoukville est, en 2014, la seule raffinerie de pétrole qui fut construite au Cambodge. Commençant à produire en janvier 1969, elle fut détruite dans la nuit du 2 au 3 mars 1971 à 00h20, par un commando Việt Cộng.
En décembre 2012, une coentreprise entre la société chinoise Sinomach et la société cambodgienne Cambodian Petrochemical Company est signée pour la construction d'une nouvelle raffinerie dans la même région côtière de Sihanoukville. La société américaine KBR a été sous-contractée pour fournir ses procédés d'hydrocraquage.

#### Production d’énergie
Le Mékong et ses affluents offrent une source d’énergie hydraulique non négligeable dont une partie pourrait, comme au Laos être revendue aux pays voisins.

### Le secteur tertiaire
Dans ce secteur se trouvent toutes les activités économiques qui ne sont ni dans le primaire ni dans le secondaire. Il regroupe tous ce que l’on appelle les services, ce qui comprend les assurances, les banques, la santé, l’éducation, les services publics, le tourisme… Ce secteur des services est au coude à coude avec le secteur primaire en termes de revenu dans le PIB du pays.

#### Tourisme

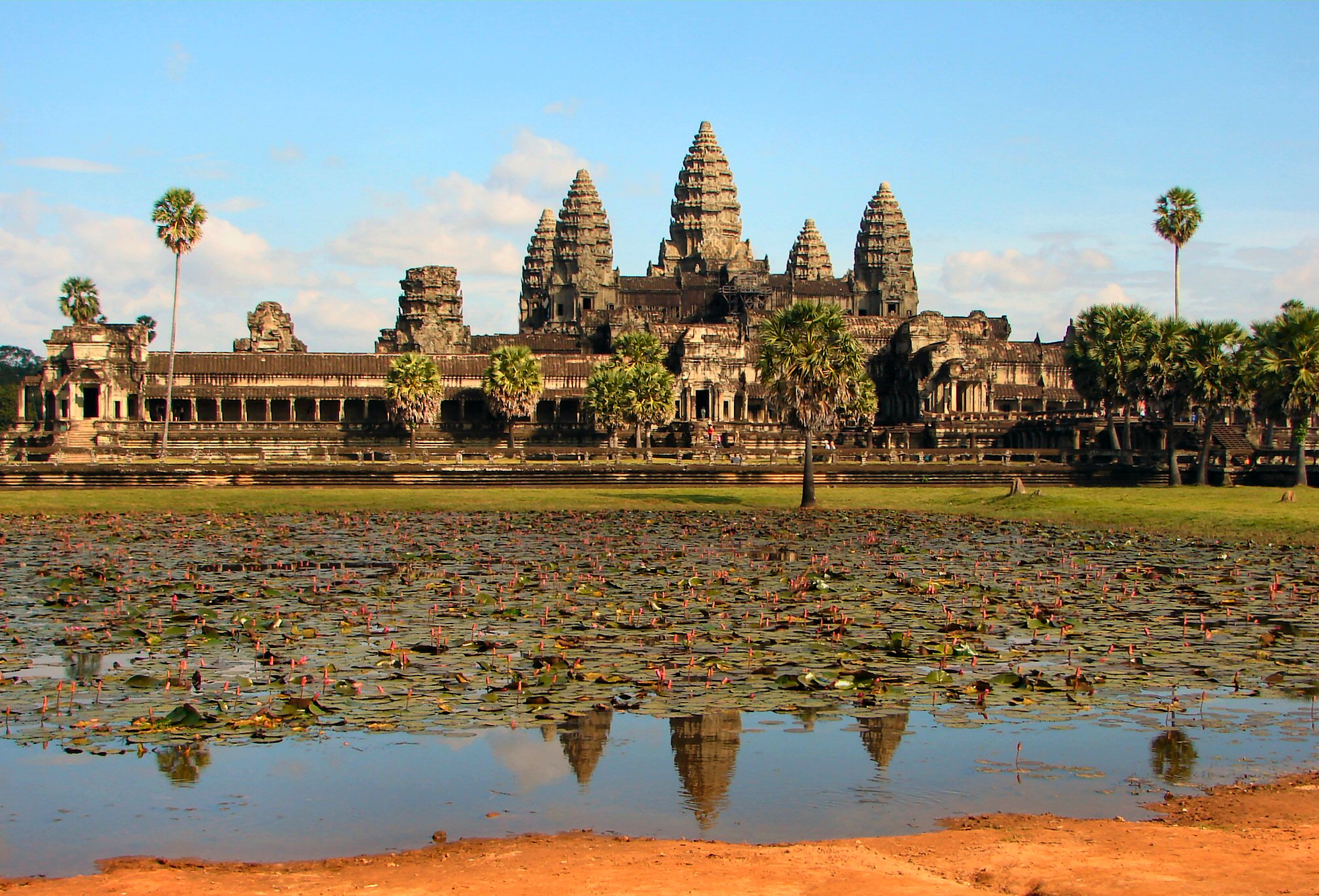
Angkor Wat

Le complexe des temples d’Angkor, site classé au patrimoine culturel mondial de l’UNESCO, est la principale attraction touristique du pays, mais le site a du mal à supporter l’afflux massif de visiteurs.
Des craintes surgissent également concernant les provinces montagneuses de nord-est (Rotanah Kiri et Mondol Kiri) quant à leur capacité à gérer un nombre croissant de visiteurs.
À cela s’ajoute un littoral de plus en plus exploité grâce à de longues plages de sable blanc (notamment vers Sihanoukville)[réf. souhaitée].
Les revenus du tourisme témoignent de ce fort potentiel, passant de 5 % du PIB en 2000 à plus de 15 % en 2005, avec une augmentation de 35 % du nombre de touristes sur cette même période, représentant plus de 1,4 million d’étrangers, un chiffre qui est passé à 2 millions en 2010-11 ; l'activité est devenue de fait la deuxième source de revenus du pays derrière l'agriculture.

## L'aide internationale

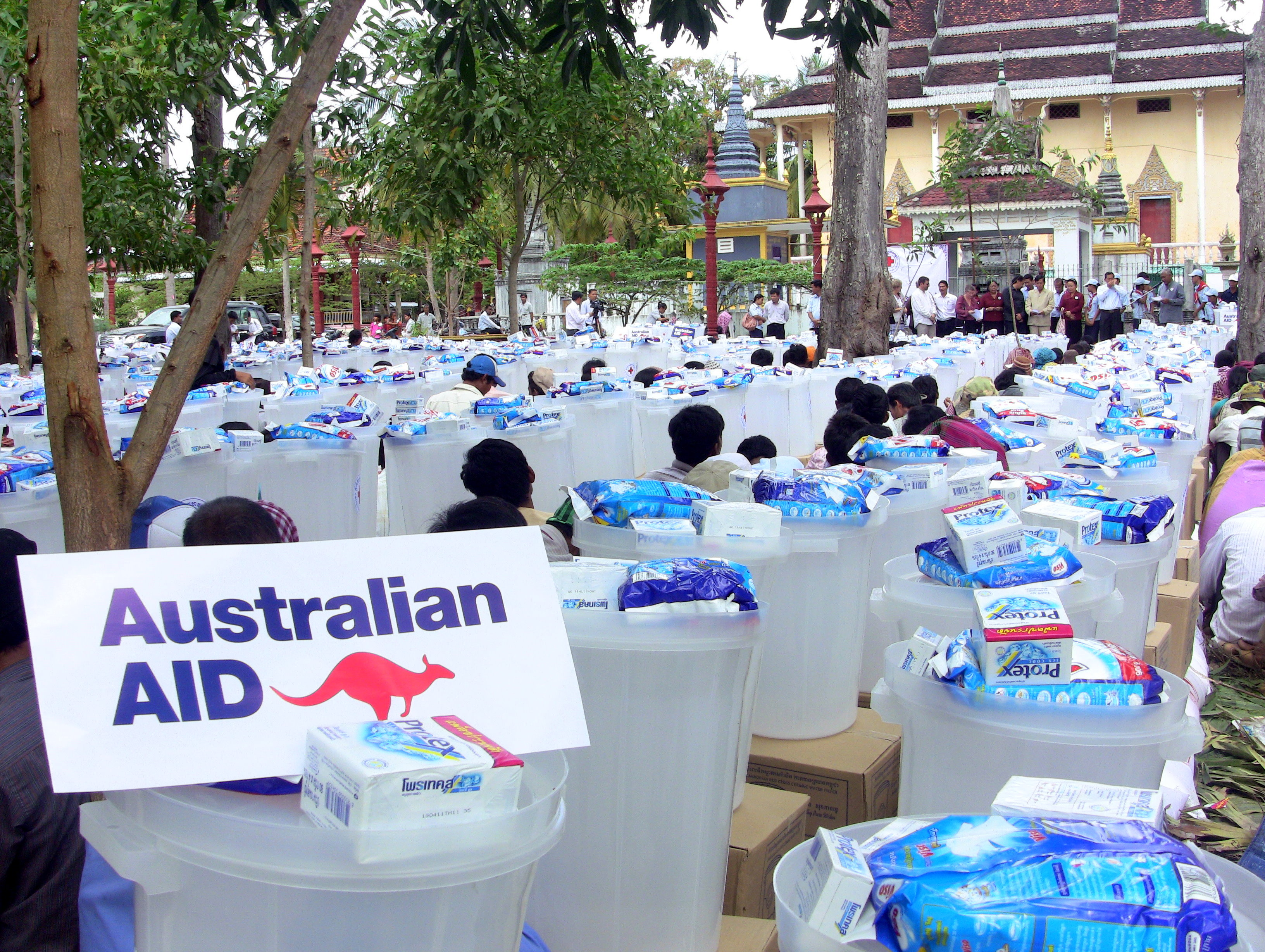
Donations de la Croix rouge et d'AusAID aux populations rurales

Depuis 1999, le Cambodge fait partie de l’ANASE (Association des nations de l’Asie du Sud-Est) qui est une organisation politique, économique et culturelle regroupant 10 pays d’Asie du Sud-Est et dont le but est de renforcer la coopération et l’assistance mutuelle entre ses membres, de peser en commun dans les négociations internationales… En 2004 le pays rejoint aussi l’Organisation mondiale du commerce (OMC).
En 2011, l’aide internationale représente encore 60 % du budget de l’État.Elle se concrétise sur le terrain par des projets et des programmes d’aide au développement. Un Forum de Coopération et de Développement du Cambodge s’est tenu en juin 2007, des engagements d’un total de 689 millions de dollars pour 2007 ont été déclarés par une communauté de pays «développés», 695 M$ pour 2008 et 588 M$ pour 2009. En 2007, l’Union européenne dans son ensemble (170,3 M$) reste le principal bailleur suivie du Japon (112,3 M$) et de la Chine (91,5 M$). Au sein de l’UE, la France est, derrière la Commission (50,5 M$), le premier pays contributeurs (25,1 M$) devant le Royaume-Uni (24,7 M$) et l’Allemagne (21,8 M$)[Passage à actualiser].
En 2020, le pays obtient une aide de 215 millions de dollars de la part de la France, l'Allemagne et de l'Europe.

## Le commerce extérieur
Le Cambodge exporte surtout vers les États-Unis, Hong Kong, l’Allemagne, le Canada et la Chine.
Le Cambodge importe principalement depuis Hong Kong, la Chine, la France, la Thaïlande, Taïwan et la Corée du Sud.